# Dicroglossidae

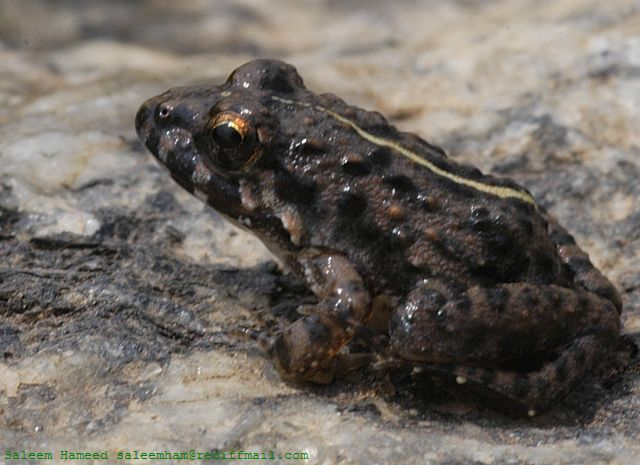
Fejervarya limnocharis

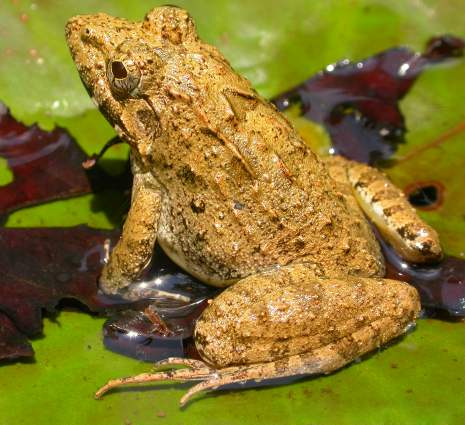
Asiatischer Ochsenfrosch (Hoplobatrachus tigerinus)

Die Dicroglossidae sind eine Familie der Frösche, die im tropischen und subtropischen Afrika und Asien verbreitet ist.

## Verbreitung
Die meisten Arten der Dicroglossidae kommen in den subtropischen und tropischen Regionen Asiens vor, von Afghanistan über  Pakistan und Indien sowie Sri Lanka nach Osten durch Nepal und Myanmar in die westliche und südliche Volksrepublik China und nach Südostasien sowie auf einigen der Sundainseln bis zu den Philippinen und nach Japan. In Afrika sind Vertreter der Dicroglossidae im Nordwesten und südlich der Sahara bis zur Arabischen Halbinsel verbreitet.

## Systematik und Taxonomie
Die Dicroglossidae wurden aus der Familie der Echten Frösche (Ranidae) ausgegliedert. Ihre phylogenetisch eigenständige Position wird inzwischen als gesichert angesehen. Der Name Dicroglossidae beruht zwar auf einer Falschschreibung des von der Gattung Discoglossus („Scheibenzunge“) abgeleiteten Namens, es wurde jedoch von der Kommission des ICZN beschlossen, diese Schreibung beizubehalten.

## Unterfamilien und Gattungen
Der phylogenetische Umfang der Familie und damit die Anzahl der Gattungen sind Schwankungen unterworfen. Es gibt wenige morphologische Merkmale, die die Gattungen auszeichnen, und so können nur molekularbiologische Untersuchungen Aufschluss darüber geben, wie die einzelnen Gattungen und Arten aufzuteilen sind.
Es werden die beiden Unterfamilien
- Dicroglossinae und
- Occidozyginae

unterschieden.

### Dicroglossinae
Derzeit umfasst die Unterfamilie Dicroglossinae zwölf Gattungen mit insgesamt 227 Arten. Die Gattung Zakerana wurde im Jahr 2015 mit der Gattung Fejervarya synonymisiert, ebenso die Gattung Minervarya. Die ehemaligen Gattungen Minervarya und Zakerana bilden jedoch ein Klade im südasiatischen Raum, die schon durch ihre geographische Verbreitung von den restlichen Fejervarya-Arten aus Südostasien unterschieden werden kann. Daher wurden die beiden synonymisierten Gruppen im Jahr 2018 unter dem Namen Minervarya wieder als eigene Gattung anerkannt. Allopaa hazarensis (Dubois & Khan, 1979), zuvor die einzige Art der Gattung Allopaa, wurde zu Nanorana gestellt.
Stand: 14. Juli 2025
- Chrysopaa Ohler & Dubois, 2006 (1 Art)
  - Chrysopaa sternosignata (Murray, 1885)
- Euphlyctis Fitzinger, 1843 (4 Arten)
  - Euphlyctis adolfi (Gunther, 1860)
  - Euphlyctis cyanophlictis (Schneider, 1799)
  - Euphlyctis ehrenbergii (Peters, 1863)
  - Euphlyctis jaladhara Dinesh, Channakeshavamurthy, Deepak, Shabnam, Ghosh & Deuti, 2022
- Fejervarya Bolkay, 1915 (15 Arten)
  - Fejervarya cancrivora (Gravenhorst, 1829)
  - Fejervarya iskandari Veith, Kosuch, Ohler & Dubois, 2001
  - Fejervarya jhilmilensis Bahuguna, 2018
  - Fejervarya kawamurai Tjong, Matsui, Kuramoto, Nishioka & Sumida, 2011
  - Fejervarya kupitzi Köhler, Mogk, Khaing & Than, 2019
  - Fejervarya limnocharis (Gravenhorst, 1829)
  - Fejervarya moodiei (Taylor, 1920)
  - Fejervarya multistriata (Hallowell, 1861)
  - Fejervarya orissaensis (Dutta, 1997)
  - Fejervarya pulla (Stoliczka, 1870)
  - Fejervarya sakishimensis Matsui, Toda & Ota, 2008
  - Fejervarya triora Stuart, Chuaynkern, Chan-ard & Inger, 2006
  - Fejervarya verruculosa (Roux, 1911)
  - Fejervarya vittigera (Wiegmann, 1834)
  - Fejervarya zhoushanensis Tong, Wang, Xu, Guo, Guo, Shi & Jin, 2025
- Hoplobatrachus Peters, 1863 (6 Arten)
  - Chinesischer Ochsenfrosch (Hoplobatrachus chinensis (Osbeck, 1765))
  - Hoplobatrachus crassus (Jerdon, 1853)
  - Hoplobatrachus litoralis Hasan, Kuramoto, Islam, Alam, Khan & Sumida, 2012
  - Hoplobatrachus occipitalis (Günther, 1858)
  - Hoplobatrachus salween Thongproh, Chunskul, Sringurngam, Waiprom, Makchai, Cota, Duengkae, Duangjai, Hasan, Chuaynkern & Chuaynkern, 2022
  - Asiatischer Ochsenfrosch (Hoplobatrachus tigerinus (Daudin, 1802))

- Limnonectes Fitzinger, 1843 (102 Arten)
  - Limnonectes larvaepartus Iskandar, Evans & McGuire, 2014
- Minervarya Dubois, Ohler & Biju, 2001 (32 Arten)
  - Minervarya asmati (Howlader, 2011)
- Nannophrys Günther, 1869 (4 Arten)
  - Nannophrys ceylonensis Günther, 1869
  - Nannophrys guentheri Boulenger, 1882
  - Nannophrys marmorata Kirtisinghe, 1946
  - Nannophrys naeyakai Fernando, Wickramasinghe & Rodirigo, 2007
- Nanorana Günther, 1896 (33 Arten)
- Ombrana Dubois, 1992 (1 Art)
  - Ombrana sikimensis (Jerdon, 1870) = Chaparana (Paa) sikimensis
- Quasipaa Dubois, 1992 (15 Arten)
  - Quasipaa acanthophora Dubois & Ohler, 2009
  - Quasipaa binhi Pham, Nguyen, Hoang, Ziegler, Phan, Pham & Nguyen, 2025
  - Quasipaa boulengeri (Günther, 1889)
  - Quasipaa courtoisi (Angel, 1922)
  - Quasipaa delacouri (Angel, 1928)
  - Quasipaa exilispinosa (Liu & Hu, 1975)
  - Quasipaa fasciculispina (Inger, 1970)
  - Quasipaa jiulongensis (Huang & Liu, 1985)
  - Quasipaa ohlerae Pham, Nguyen, Hoang, Ziegler, Phan, Pham & Nguyen, 2025
  - Quasipaa robertingeri (Wu & Zhao, 1995)
  - Quasipaa shini (Ahl, 1930)
  - Quasipaa spinosa (David, 1875)
  - Quasipaa taoi Pham, Hoang, Phan, Nguyen & Ziegler, 2022
  - Quasipaa verrucospinosa (Bourret, 1937)
  - Quasipaa yei (Chen, Qu & Jiang, 2002)
- Phrynoderma Fitzinger, 1843 (5 Arten)
  - Phrynoderma aloysii (Joshy, Alam, Kurabayashi, Sumida & Kuramoto, 2009)
  - Phrynoderma hexadactylum (Lesson, 1834)
  - Phrynoderma karaavali (Priti, Naik, Seshadri, Singal, Vidisha, Ravikanth & Gururaja, 2016)
  - Phrynoderma kerala (Dinesh, Channakeshavamurthy, Deepak, Ghosh & Deuti, 2021)
  - Phrynoderma konkani Yadav, Bhosale, Koli, Gopalan, Kadam, Khandekar & Dinesh, 2024
- Sphaerotheca Günther, 1859 (9 Arten)
  - Sphaerotheca bengaluru Deepak, Dinesh, Ohler, Shanker, Channakeshavamurthy & Ashadevi, 2020
  - Sphaerotheca breviceps (Schneider, 1799)
  - Sphaerotheca dobsonii (Boulenger, 1882)
  - Sphaerotheca leucorhynchus (Rao, 1937)
  - Sphaerotheca maskeyi (Schleich & Anders, 1998)
  - Sphaerotheca pluvialis (Jerdon, 1853)
  - Sphaerotheca rolandae (Dubois, 1983)
  - Sphaerotheca strachani (Murray, 1884)
  - Sphaerotheca varshaabhu Deepak, Dinesh, Chetan Nag, Ohler, Shanker, Souza, Prasad & Ashadevi, 2024

2024 wurde Nanorana laojunshanensis mit Nanorana huangi synonymisiert. Limnonectes cassiopeia wurde erstmals beschrieben.

### Occydozyginae
Die Unterfamilie Occidozyginae umfasst zwei Gattungen mit insgesamt 19 Arten:
Stand: 15. Juli 2025
- Ingerana Dubois, 1987 (2 Arten)
  - Ingerana borealis (Annandale, 1912)
  - Ingerana tenasserimensis (Sclater, 1892)
- Occidozyga Kuhl & Van Hasselt, 1822 (17 Arten)